# Bojga rajská
Bojga rajská (Chrysopelea paradisi) je had z čeledi užovkovití (Colubridae).

## Popis
Bojga rajská je štíhlý had, jenž na délku měří až 1,5 m. Hlava je zploštělá, zřetelně odlišená od krku. Výrazné oko je zdobeno kulatou zřítelnicí. Šupiny na hřbetě jsou hladké nebo slabě kýlovité. Zbarvení je na svrchní straně těla černé, se zelenými, popřípadě i růžovými nebo červenými skvrnkami. Spodní partie těla jsou zelené, s černým lemem. Hlavu pokrývají žluté linky.
Vzor šupin: 17 řad ve střední části těla; 198–239 ventrálních štítků; 106–149 párových subkaudálních štítků; anální štítek dělený

## Výskyt a ekologie

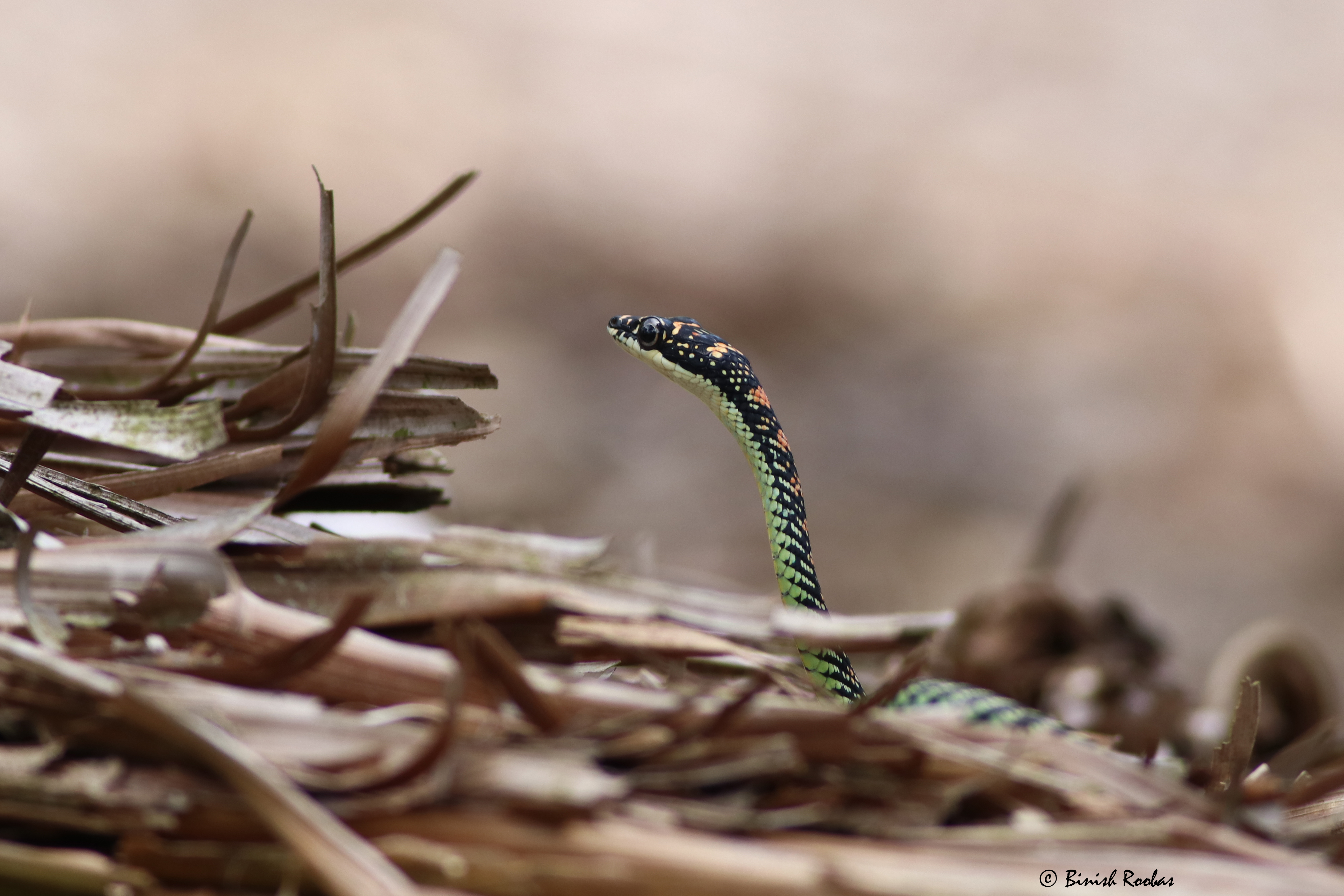
Bojga rajská, Bukit Lawang, Indonésie

Bojga rajská je široce rozšířený druh orientální oblasti. Areál výskytu sahá od jižního Myanmaru a jižního Thajska přes pevninskou část Malajského poloostrova až po Malajské souostroví (Sumatra, Borneo, Jáva, Bali, Sulawesi a četné ostrovy Filipín, např. Negros, Panaj, Cebu, Mindoro, Bohol, Palawan aj.). Had se vyskytuje též na Andamanských ostrovech a v Singapuru. Rozlišovány jsou celkem tři poddruhy: nominátní poddruh Chrysopelea. p. paradisi, dále C. p. celebensis ze Sulawesi a C. p. variabilis z Filipín. Je však pravděpodobné, že ve skutečnosti jde spíše o druhový komplex, a taxonomické postavení jednotlivých populací zřejmě bude podléhat budoucím revizím. Mezinárodní svaz ochrany přírody (IUCN) k roku 2022 bojgu rajskou souhrnně hodnotí jako málo dotčený druh.
Bojga rajská je vázána na nížinné a podhorské lesy, a to až do nadmořské výšky přesahující 1 500 m n. m. Hlavní součást potravy tvoří drobní plazi. Typickou dovedností tohoto hada, kterou sdílí s ostatními zástupci rodu Chrysopelea, je schopnost plachtivého letu z vyvýšených bodů. Had při skoku zploští tělo a pomocí řízených pohybových kreací dokáže tímto způsobem ve vzduchu překonat více než 10 metrů.
Bojga rajská je vejcorodý druh, samice kladou 5 až 8 vajec.